# Wächtersbach
Wächtersbach je malé město v německé spolkové zemi Hesensko. Leží 50 km od Frankfurtu nad Mohanem a 50 km od Fuldy, na jihovýchodě Büdingenského lesa, v zemského okrese Mohan-Kinzig ve vládním obvodu Darmstadt, v blízkosti měst Gelnhausen, Bad Orb a Bad Soden-Salmünster. Žije zde přibližně 13 tisíc obyvatel.

## Administrativní členění
Město sestává z osmi částí, a to z pěti obcí v údolí Kinzigu a Brachtu: Wächtersbach, Aufenau, Neudorf se dvory Weiler Kinzighausen, Weilers, Hesseldorf, a ze tří horských osad Wittgenborn, Waldensberg a Leisenwald.

## Historie

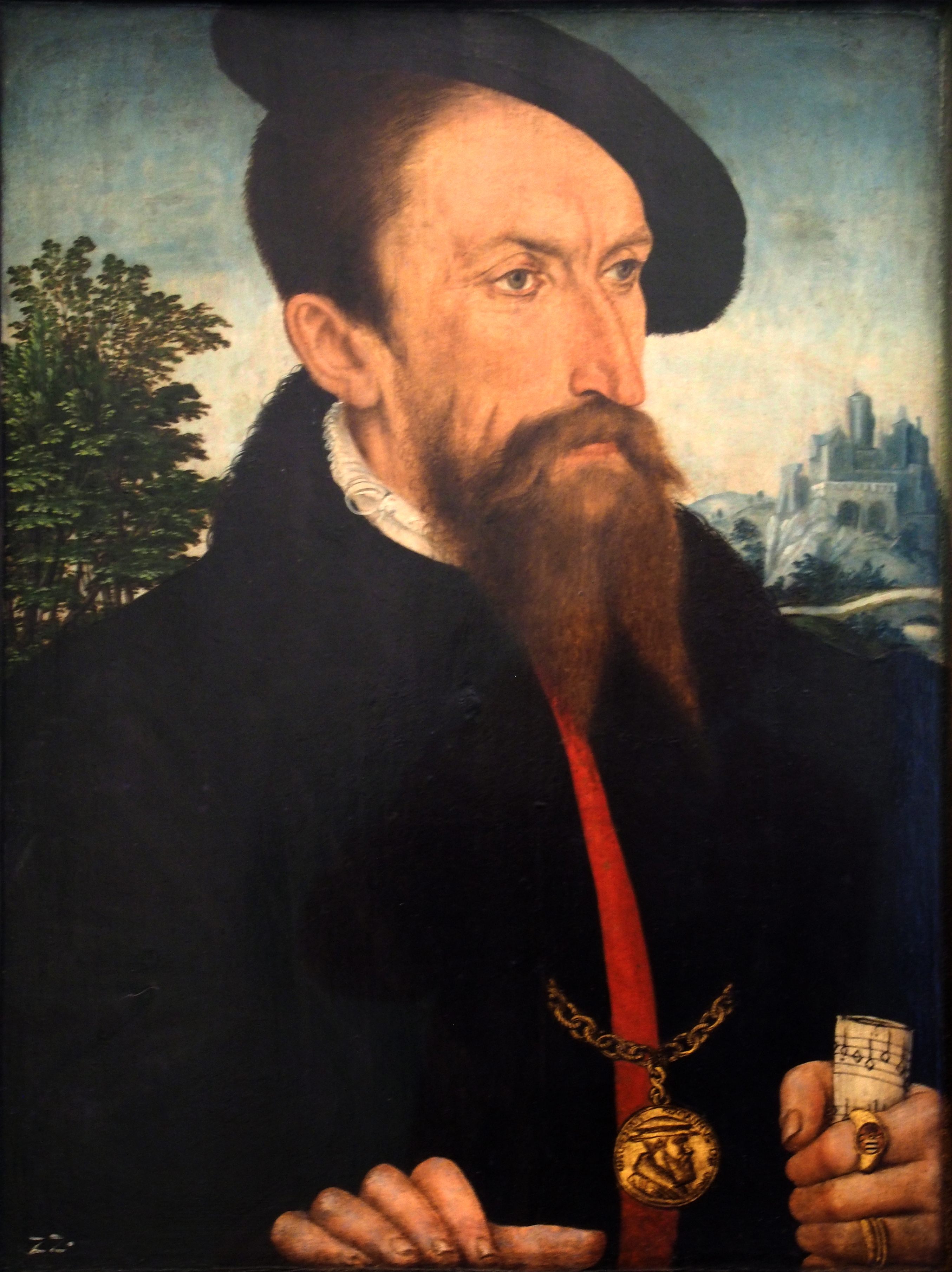
Anton z Isenburgu-Büdingenu

Nejstarší stopy osídlení v podobě keltského pohřebiště byly zdokumentovány ve Wolferburgu. První písemná zmínka o obci Weichirsbach je v listině z roku 1236, znamená v překladu „Potok, který napájí rybníky“. Tehdy získali panství lénem páni z Büdingenu. 
Wächtersbach byl od 16. století rezidenčním městem hrabat z Ysenburgu a Büdingenu ve Wächtersbachu. Zlatý věk rozvoje panství je spojen s osobností hraběte Antona z Isenburgu-Büdingenu (1501–1560), který přestavěl hrad na zámek, založil první špitál, pozval na panství Martina Luthera a přijal náboženskou reformaci. V roce 1578 byl založen knížecí pivovar, jehož provoz trval až do roku 2008. 
V roce 1699 přijal Ferdinand Maxmilián I. z Isenburgu a Büdingenu Valdenské protestanty, kteří byli pro svou víru vyhnáni z Piemontu. Byla pro ně založena vesnice Waldensberg.
Po vpádu Napoleona Bonaparta přišel zdejší rod o svou vládu; po Vídeňském kongresu v roce 1815 bylo město včleněno do Hesenského velkovévodství, a s ním do Vestfálska až do roku 1918. 
V roce 1867 bylo otevřeno železniční nádraží na trati Bebra–Fulda.
O obnovení katolické komunity a stavbu nového katolického kostela počátkem 20. století se zasloužila princezna Anna Alžběta z Isenburg-Büdingenu, rozená Dobřenská z Dobřenic, se značnou materiální podporou knížete Fridricha Wilhelma z Isenburgu-Büdingenu. Byla manželkou protestanta, ale vychovala všech pět dcer jako katoličky, zatímco její syn, dědičný princ Ferdinand Maxmilián, patřil k protestantům. 
Mezi zdejšími řemesly patřilo k nejvýznamnějším hrnčířství, výroba keramiky a od roku 1832 také porcelánu. Keramické závody přetrvaly do současnosti.    
Město leží v blízkosti historické obchodní stezky Via Regia z Frankfurtu nad Mohanem do Lipska a na Svatojakubské cestě.

## Památky a turistické cíle

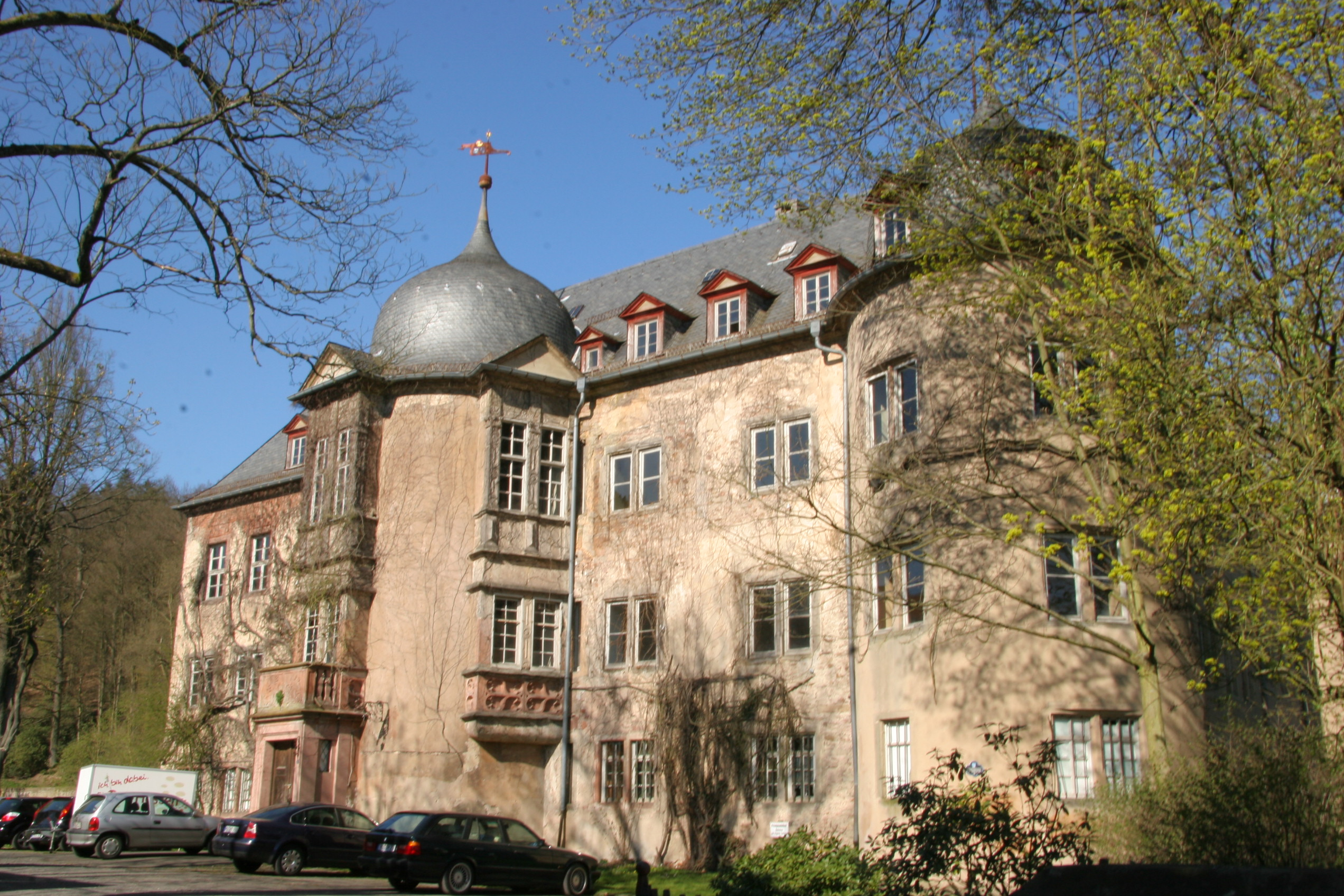
Zámek Wächtersbach

- Renesanční zámek a anglický zámecký park

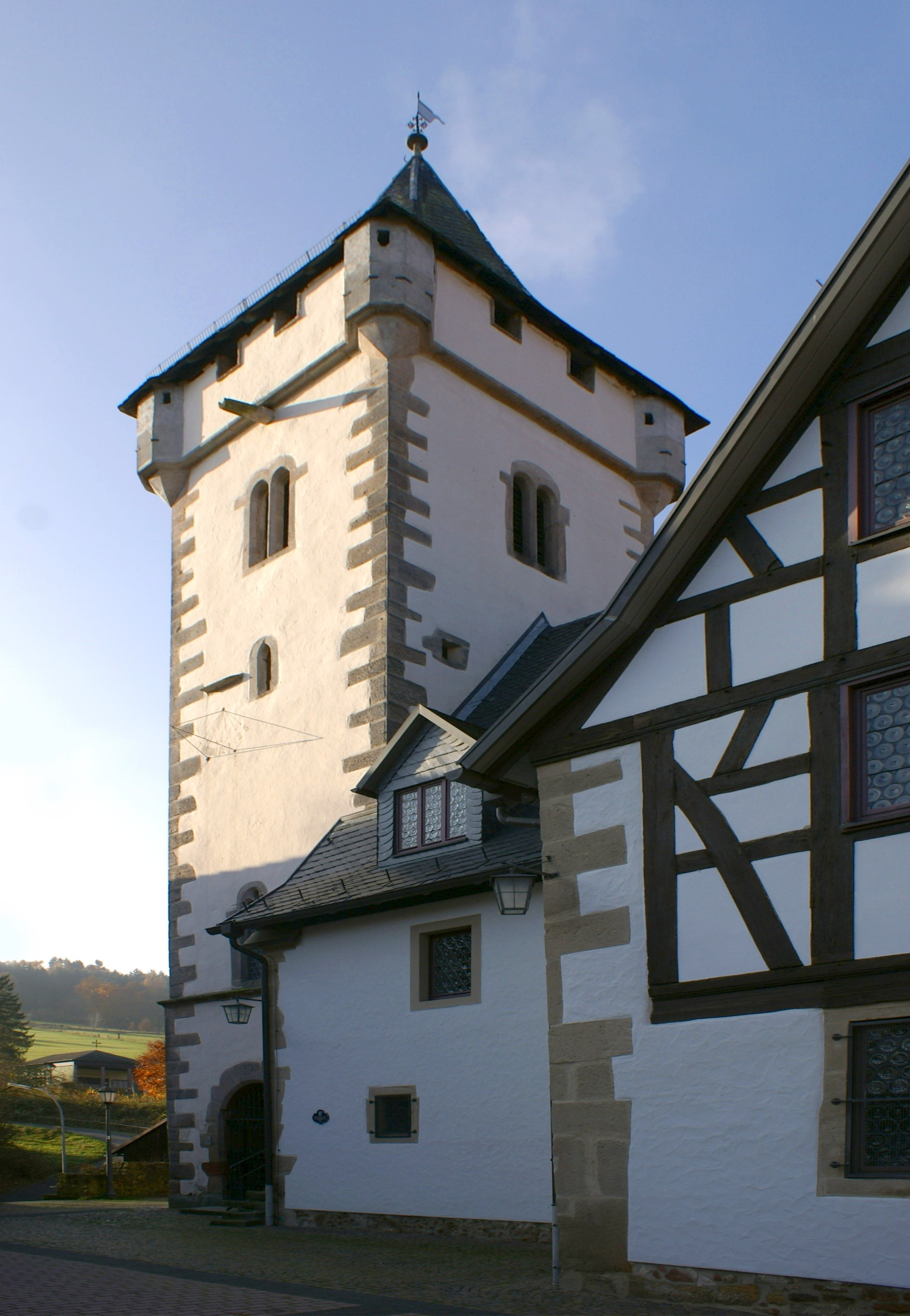
Evangelický kostel

- Evangelický kostel, sálová stavba byla založena roku 1354, přestavěna v 16. století, opevněná věž z roku 1514
- Středověký katolický kostel Panny Marie v Aufenau
- Budova synagogy z 19. století, k níž původně patřila mikve a židovská škola
- Radnice, hrázděná stavba založená roku 1495, nyní sídlo Vlastivědného muzea
- Muzeum keramiky Wittgenborn

## Slavnosti
- Wächtersbacher Messe - veletrh s pouličními slavnostmi, koná se každoročně celý týden kolem svátku Nanebevzetí Panny Marie (15. srpna).

## Osobnosti
- Frederick Augustus Genth (1820–1893), zdejší rodák, americký chemik německého původu
- Jan Jindřich Frenzel (1807–1853), zdejší rodák, architekt a stavitel v Praze